# КАМАЗ 54115
КамАЗ-54115 — сідловий тягач, що випускався Камським автомобільним заводом (КамАЗ) з 2000 по 2011 рік і прийшов на заміну КАМАЗ 5410.

## Відмінності від КамАЗ-5410
У моделі КамАЗ-54115 впроваджено ряд конструктивних змін, в результаті чого була підвищена вантажопідйомність автомобіля. Зовні відмінності від моделі КамАЗ-5410 полягають в іншому розташуванні вузлів позаду кабіни (запасне колесо, повітряний фільтр, ресивери, один бак замість двох і т. д.), Що, втім, було впроваджено і на моделі КамАЗ-5410 пізніх серій, також на цій моделі була встановлена «висока» кабіна.

## Модификації
- КамАЗ-54115-010.
- КамАЗ-54115-010-13.
- КамАЗ-54115-011-13.
- КамАЗ-54115-911.